# Scottish Open 1935
Die Scottish Open 1935 waren die 23. Austragung dieser internationalen Meisterschaften von Schottland im Badminton. Sie fanden Anfang des Jahres in Glasgow statt.

## Finalresultate
| Disziplin    | Sieger                              | Finalist                          | Ergebnis         |
| ------------ | ----------------------------------- | --------------------------------- | ---------------- |
| Herreneinzel | C. H. Whittaker                     | T. P. Dick                        | 15–2, 15–6       |
| Dameneinzel  | Thelma Kingsbury                    | Betty Uber                        | 8–11, 11–5, 11–7 |
| Herrendoppel | Donald C. Hume Raymond M. White     | Kenneth Davidson Alan Titherley   | 15–10, 15–7      |
| Damendoppel  | Marjorie Henderson Thelma Kingsbury | C. T. Duncan Betty Uber           | 17–14, 15–12     |
| Mixed        | Donald C. Hume Betty Uber           | Raymond M. White Marion Armstrong | 15–6, 15–3       |